# 선형 회로
선형 회로(linear circuit)는 중첩 원리를 따르는 전자 회로이다.

## 같이 보기
- 중첩 원리
- 전자 회로
- 자기 회로
- 전기 회로
- 지나가는 반응
- 논리 회로